# Under the Pink
Under the Pink es el segundo álbum de estudio de la cantante, compositora y pianista estadounidense Tori Amos. Fue publicado a finales de enero de 1994 y debutó en el número 1 del UK Albums Chart del Reino Unido, precedido por el sencillo «Cornflake Girl» que llegó al top 10 de ese país al igual que en Norteamérica.
En octubre de 1999 en Estados Unidos fue certificado con el doble disco de platino por la RIAA, tras vender más de dos millones de copias. Fue el 64 álbum más vendido en el Reino Unido durante 1994 y la Industria Fonográfica Británica lo certificó con el disco de platino en 2007, tras vender más de 300 000 ejemplares. Es el álbum más vendido de Amos en el Reino Unido y el segundo más vendido de su carrera en Norteamérica.
La revista Blender lo incluyó en su lista de "Los 500 álbumes que debes tener". Fue votado entre los álbumes más grandes de la década de 1990 por la revista Rolling Stone y en 1995 fue nominado al Grammy en la categoría "Mejor álbum alternativo".

## Lista de canciones
| Under the Pink |                      |          |  |
| N.º            | Título               | Duración |  |
| 1.             | «Pretty Good Year»   | 3:25     |  |
| 2.             | «God»                | 3:58     |  |
| 3.             | «Bells for Here»     | 5:20     |  |
| 4.             | «Past the Mission»   | 4:05     |  |
| 5.             | «Baker Baker»        | 3:20     |  |
| 6.             | «The Wrong Band»     | 3:03     |  |
| 7.             | «The Waitress»       | 3:09     |  |
| 8.             | «Cornflake Girl»     | 5:06     |  |
| 9.             | «Icicle»             | 5:47     |  |
| 10.            | «Cloud on My Tongue» | 4:44     |  |
| 11.            | «Space Dog»          | 5:10     |  |
| 12.            | «Yes, Anastasia»     | 9:33     |  |
| 56:40          |                      |          |  |

## Posicionamiento en las listas
Álbum
| Lista (1994)                    | Posicionamiento |
| ------------------------------- | --------------- |
| Australia (ARIA)                | 5               |
| Austria (Ö3 Austria Top 40)     | 6               |
| Alemania (Media Control Charts) | 15              |
| Países Bajos (MegaCharts)       | 10              |
| Nueva Zelanda (RIANZ)           | 15              |
| Suecia (Sverigetopplistan)      | 15              |
| Suiza (Swiss Hitparade)         | 11              |
| Reino Unido                     | 1               |
| US Billboard 200                | 12              |

## Créditos

### Intérpretes
- Tori Amos - Piano, Voces
- John Acevedo - Viola
- Steve Caton - Guitarra
- Paulinho Da Costa - Percusión
- Michael Allen Harrison - Violín
- Melissa "Missy" Hasin - Violonchelo
- Ezra Killinger - Violín
- Dane Little - Violonchelo
- Cynthia Morrow - Viola
- Carlo Nuccio - Batería
- George Porter, Jr. - Bajo
- Chris Reutinger - Violín
- Trent Reznor - Voces
- Jimbo Ross - Viola
- Nancy Roth - Violín
- John Philip Shenale - Cuerdas, Órgano
- Nancy Stein-Ross - Chelo
- Francine Walsh - Violín
- John Wittenberg - Violín

### Otros
- Tori Amos - Producción
- Ross Cullum - Mezclas
- Shaun DeFeo - Ingeniero asistente.
- John Fundi - Ingeniero asistente.
- John Beverly Jones - Ingeniero
- Kevin Killen - Mezclas
- Julie Larson - Coordinación de Producción.
- Bob Ludwig - Masterización
- Avril McIntosh - Asistente de mezclas.
- Paul McKenna - Productor, Ingeniero.
- Robert Mills - Copista
- Cindy Palmano - Dirección de arte, fotografía.
- Alan Reinl - Diseño
- Eric Rosse - Productor, Ingeniero.